# Ibanda (Ouganda)
Ibanda est une ville du sud-ouest de l'Ouganda, capitale du district d'Ibanda.

## Crédit
- (en) Cet article est partiellement ou en totalité issu de l’article de Wikipédia en anglais intitulé « Ibanda » (voir la liste des auteurs).